# Belgie na Letních olympijských hrách 1948
Belgie se účastnila Letní olympiády 1948 v Londýně. Zastupovalo ji 152 sportovců (132 mužů a 20 žen) v 17 sportech.

## Medailisté
| Medaile | Jméno | Sport      | Soutěž                          |
| ------- | --- | ---------- | ------------------------------- |
| Zlato   | Gaston Reiff                                                                                                   | Atletika   | Muži běh na 5 000 m             |
| Zlato   | Léon Delathouwer Eugène van Roosbroeck Lode Wouters                                                            | Cyklistika | Muži družstvo - hromadný start  |
| Stříbro | Pierre Nihant                                                                                                  | Cyklistika | Muži 1 000 m s pevným startem   |
| Stříbro | Joseph Vissers                                                                                                 | Box        | Muži lehká váha do 62 kg        |
| Bronz   | Étienne Gailly                                                                                                 | Atletika   | Muži maratonský běh             |
| Bronz   | Lode Wouters                                                                                                   | Cyklistika | Muži silniční závod jednotlivců |
| Bronz   | Paul Valcke André van de Werve de Vorsselaer Georges de Bourguignon Raymond Bru Edouard Yves Henri Paternoster | Šerm       | Družstvo fleret                 |